# Калачёв, Александр Васильевич
Александр Васильевич Калачёв (1914—1943) — лейтенант Рабоче-крестьянской Красной Армии, участник Великой Отечественной войны, Герой Советского Союза (1943).

## Биография
Родился в 1914 году в станице Иловлинская (ныне — посёлок Иловля Волгоградской области). Окончил семь классов школы.
В 1941 году был призван в Красную Армию. В 1942 году окончил Челябинское танковое училище. С августа того же года — на фронтах Великой Отечественной войны. К октябрю 1943 года командовал танком в танковом батальоне 150-й танковой бригады 60-й армии Воронежского фронта в звании лейтенанта. Отличился во время битвы за Днепр.
Во время боёв на плацдарме на западном берегу Днепра в районе села Страхолесье Чернобыльского района Киевской области Украинской ССР с 3 по 8 октября 1943 года уничтожил 3 артиллерийских орудия, 1 миномёт, несколько пулемётов, а также большое количество солдат и офицеров противника. 8 октября 1943 года погиб в бою. Похоронен в Страхолесье.
Указом Президиума Верховного Совета СССР от 17 октября 1943 года лейтенант Александр Калачёв посмертно удостоен звания Героя Советского Союза. Также был награждён орденами Ленина и Отечественной войны 1-й степени, медалью.
В честь Калачёва названа улица и школа в Новоорске.